# Uruljunguj
L'Uruljunguj (in russo Урулюнгуй?) è un fiume dell'Estremo Oriente russo, affluente di sinistra dell'Argun'. Scorre nei rajon Krasnokamenskij, Aleksandrovo-Zavodskij e Priargunskij del Territorio della Transbajkalia. 
Il fiume è formato dalla confluenza dei fiumi Chunduj e Barun-Chundui sul versante sud-orientale dei monti della Nerča. La lunghezza del fiume è di 189 km, l'area del bacino è di 8 360 km². Scorre prevalentemente in direzione orientale e sfocia nell'Argun' a 607 km dalla foce.